# Кеннет-Сити (Флорида)
Кеннет-Сити (англ. Kenneth City) — муниципалитет, расположенный в округе Пинеллас (штат Флорида, США) с населением в 4400 человек по статистическим данным переписи 2000 года.

## География
По данным Бюро переписи населения США муниципалитет Кеннет-Сити имеет общую площадь в 1,81 квадратных километров, водных ресурсов в черте населённого пункта не имеется.
Муниципалитет Кеннет-Сити расположен на высоте 6 м над уровнем моря.

## Демография
По данным переписи населения 2000 года в Кеннет-Сити проживало 4400 человек, 1169 семей, насчитывалось 1952 домашних хозяйств и 2175 жилых домов. Средняя плотность населения составляла около 2430,94 человек на один квадратный километр. Расовый состав населённого пункта распределился следующим образом: 88,05 % белых, 3,34 % — чёрных или афроамериканцев, 0,18 % — коренных американцев, 4,84 % — азиатов, 1,68 % — представителей смешанных рас, 1,91 % — других народностей. Испаноговорящие составили 5,66 % от всех жителей.
Из 1952 домашних хозяйств в 22,7 % воспитывали детей в возрасте до 18 лет, 42,8 % представляли собой совместно проживающие супружеские пары, в 13,5 % семей женщины проживали без мужей, 40,1 % не имели семей. 34,0 % от общего числа семей на момент переписи жили самостоятельно, при этом 20,8 % составили одинокие пожилые люди в возрасте 65 лет и старше. Средний размер домашнего хозяйства составил 2,14 человек, а средний размер семьи — 2,72 человек.
Население муниципалитета по возрастному диапазону по данным переписи 2000 года распределилось следующим образом: 18,6 % — жители младше 18 лет, 5,5 % — между 18 и 24 годами, 25,1 % — от 25 до 44 лет, 22,3 % — от 45 до 64 лет и 28,5 % — в возрасте 65 лет и старше. Средний возраст жителей составил 46 лет. На каждые 100 женщин в Кеннет-Сити приходилось 78,9 мужчин, при этом на каждые сто женщин 18 лет и старше приходилось 74,4 мужчин также старше 18 лет.
Средний доход на одно домашнее хозяйство составил 33 962 доллара США, а средний доход на одну семью — 42 161 доллар. При этом мужчины имели средний доход в 30 986 долларов США в год против 26 960 долларов среднегодового дохода у женщин. Доход на душу населения составил 33 962 доллара в год. 7,7 % от всего числа семей в населённом пункте и 9,4 % от всей численности населения находилось на момент переписи населения за чертой бедности, при этом 16,1 % из них были моложе 18 лет и 8,0 % — в возрасте 65 лет и старше.